# 流動的饗宴
《流動的饗宴》是美國作家欧内斯特·海明威的回憶錄，記述1920年代移居巴黎的歲月。不但紀錄下海明威年少掙扎的歲月，也側寫了海明威與其第一任妻子 Hadley 的生活。

## 背景
1956年11月，海明威在巴黎麗茲酒店地下室中，收回了他在1928年3月存放的兩個小行李箱。這些行李箱裡裝著他在1920年代用過的筆記本，寫滿了草稿，日記等。海明威的朋友兼傳記作家A. E. Hotchner在當時與他同行，後來，Hotchner講述了這件事：海明威拿到了行李箱後，將筆記本轉錄，開始計劃將內容放進他的回憶錄中，最終成為了一個流動的盛宴。在海明威於1961年年去世後，他的遺孀瑪麗·海明威以其文學執行者的身份，在1964年年出版之前對該手稿進行了最終的編輯。

## 標題來源[1]
流動的饗宴（A Moveable Feast，原先曾用於某些不確定日期的宗教節日），來自於海明威的朋友兼傳記作家AE Hotchner的建議，他提出在1950年左右海明威曾經使用這個詞語，最終成為封面的題詞。
阿爾伯特·加繆在他的小說《異鄉人》中更早地使用了這個詞語：“Masson remarked that we'd had a very early lunch, but really lunch was a movable feast, one had it when one felt like it.”